# Multidentorhodacarus tertius
Multidentorhodacarus tertius är en spindeldjursart som först beskrevs av Wolfgang Karg 1996.  Multidentorhodacarus tertius ingår i släktet Multidentorhodacarus och familjen Rhodacaridae. Inga underarter finns listade i Catalogue of Life.